# 紅頭側頸龜
紅頭側頸龜（學名：Podocnemis erythrocephala），又稱南美紅頭側頸龜，是南美側頸龜科南美側頸龜屬的一種，生活在河流或湖泊地區，分佈於委內瑞拉、哥倫比亞、巴西等地。紅頭側頸龜因頭部的紅色斑點而得名，幼時甲色扁向淺棕色，而頭部的紅色斑點顏色會比較鮮艷，長大後雌性的斑點顏色會變淡，而雄性則會保持鮮艷。
其种加词“Erythrocephala”意为“红头的”。

## 分佈
紅頭側頸龜分佈於奧裡諾科河上游、委內瑞拉南部的亞馬遜盆地，西達哥倫比亞東部及巴西北部地區。

## 習性
紅頭側頸龜居住於河流、湖泊，一些水質較好的水域。這種龜為水生性較強的龜種，除了產卵，很少登陸。其為雜食動物，會進食植物、水草、水果、腐肉等。有時也會吃浮游生物。卵生繁殖，雌龜會在沙土表面挖洞，然後產卵，每次可生下5-14隻蛋。

## 現況
在原生地，龜隻和蛋也被當地居民捕食，由於過度捕捉，令野生族群已經所剩無幾，現時出口已受法律限制。

## 人工飼養
由於市面供應很小，所以價格也相對高昂，在日本、香港及台灣，已有部分店舖有紅頭側頸龜出售，而價錢亦達到港幣5位數字。